# Communauté de communes de la Vallée de la Sauer
Communauté de communes de la Vallée de la Sauer ist die Bezeichnung für einen Gemeindeverband unter den französischen Communauté de communes. Er bestand seit dem 30. Dezember 1993. Damals löste er den 1989 gegründeten Syndicat intercommunal à vocations multiples (SIVOM) de la Vallée de la Sauer ab. Er umfasste die folgenden 19 Gemeinden:
- Biblisheim
- Dieffenbach-lès-Wœrth
- Durrenbach
- Eschbach
- Forstheim
- Frœschwiller
- Gœrsdorf, seit dem 21. Dezember 2001
- Gunstett
- Hegeney
- Langensoultzbach
- Laubach
- Lembach
- Morsbronn-les-Bains
- Niedersteinbach
- Oberdorf-Spachbach
- Obersteinbach
- Walbourg
- Wingen
- Wœrth

Durch eine Fusion mit der Communauté de communes de Pechelbronn entstand zum 1. Januar 2008 die Communauté de communes Sauer-Pechelbronn. 